# 姜亚军
姜亚军（1966年2月—），男，汉族，陕西富平人，中华人民共和国政治人物。现任西安外国语大学副校长，教授，博士生导师，民革陕西省委副主委。第十四届全国政协委员。